# Paulo Rehder
Paulo Rehder (Mococa, 14 de junho de 1940 — Mococa, 26 de abril de 1990), foi um escritor e jornalista que atuou na imprensa brasileira entre as décadas de 1960 e 1990.

## Biografia
Iniciou sua carreira jornalística no jornal O Estado de S.Paulo, em 1961, na função de repórter. Vai para o Rio de Janeiro para trabalhar na redação do Jornal do Brasil em 1963. Na Revista Manchete ganhou o Prêmio Esso de Jornalismo, ainda nesta publicação Rehder foi chefe de reportagem, editor de pesquisa e reporter-especial.
Tendo-se especializado na cobertura de economia e finanças, Rehder escreveria sobre o assunto para os jornais O Globo, Correio da Manhã, Monitor Mercantil, Jornal do Commercio e Folha de S.Paulo.
Foi responsável pela coluna sindical dos periódicos Jornal do Brasil e Ultima Hora. Foi preso por motivações políticas em 1969, após ser libertado deixa a cidade do Rio de Janeiro para tornar-se chefe de reportagem e editor do Jornal de Brasília.
Tornaria-se assessor de imprensa do ministro do Planejamento João Paulo dos Reis Veloso, do governo do presidente Emílio Garrastazu Médici; também assessoria Karlos Heinz Rischbieter, ministro da Fazenda do presidente João Figueiredo
Em 1980 torna-se chefe da assessoria de comunicação da Bolsa de Valores do Rio de Janeiro (BVRJ) para a qual edita a revista especializada em economia intitulada "Bolsa". Também foi funcionário do Instituto Brasileiro do Café.
Voltaria para sua cidade natal, Mococa, em 1990, onde cria o semanário Café com Leite
Como escritor publicaria diferentes obras tais como os ficcionais Até o Último Gole e O Charme do Sucesso; o os de não-ficção Sucessão Em Tempo de Ditadura, Bolsa do Rio - 140 Anos, Privatização: Mercado de capitais e Democracia; entre outros.